# John William Strutt Rayleigh
John William Strutt Rayleigh (Langford Grove, 12. studenog 1842. - Wirtham, Essex, 30. srpnja 1919.), engleski fizičar. Najpoznatiji je po tome što je zajedno s Williamom Ramsayem otkrio kemijski element argon, za što je dobio Nobelovu nagradu za fiziku 1904. Poznat je i po Rayleighovom raspršenju, koje objašnjava zašto je nebo plave boje. 

## Životopis
Kao dječak bio je slabašan i krhkog zdravlja. Studirao je matematiku na Sveučilištu Cambridge od 1861. Oženio se s Evelyn Balfour 1871. i imali su tri dječaka. Bio je drugi profesor fizike na Sveučilištu Cambridge, nakon Jamesa Maxwella, a držao je katedru od 1879. do 1884. 1883. je objasnio dinamičko jedrenje, koje je primijetio kod morskih ptica. Od 1887. do 1905. bio je profesor prirodne filozofije.

## Doprinosi znanosti
- Rayleighovo raspršenje: elastično raspršenje elektromagnetskoga zračenja na česticama puno manjima od valne duljine svjetlosti. Rayleighovo je raspršenje Sunčeve svjetlosti razlog plave boje neba.
- Rayleighijev kriterij za rezoluciju (litografija): kriterij razlučivanja dvaju izvora svjetlosti iz ogibne slike; izvore je moguće razlučiti ako centralni maksimum ogibne slike jednoga izvora pada u prvi minimum ogibne slike drugoga izvora. Primjenjuje se za preparate koji sami svijetle, npr. u astronomskim teleskopima, jer zvijezde svijetle, te u mikroskopiji za fluorescentne preparate. Zato je najzgodniji model ogiba na okrugloj pukotini, jer se leća objektiva može predstaviti kao okrugla pukotina. Zrake koje izlaze iz točkastog izvora ogibaju se na pukotini te na zastoru stvaraju difrakcijsku sliku. Maksimumi su predstavljeni koncentričnim kružnicama, a najveći intanzitet ima nulti maksimum. Prvi minimum je udaljen za 1,22 l/D (l - valna duljina upadne svjetlosti, D - promjer pukotine (leće)).
- Rayleighova razdioba: kod dubokog iščezavanja radio signala, kada su uvjeti nepovoljni i na prijemnu antenu zbog višestrukih refleksija dolazi više zraka približno iste amplitude, a slučajne faze (urbana sredina).
- Rayleigh–Jeansov zakon zračenja: opisuje ovisnost intenziteta elektromagnetskoga zračenja crnoga tijela o valnoj duljini zračenja, na određenoj temperaturi, u okviru klasične elektrodinamike.
- Rayleighov broj r: kada je r < ili = 1, fluid prenosi toplinu vođenjem (kondukcija), dok za r > 1 fluid prenosi toplinu strujanjem (konvekcija), tj. počinje kruženje.
- Rayleigh – Ritzova metoda se temelji na traženju minimuma totalnog potencijala sustava, pri čemu se pomaci sustava (konstrukcije), koji moraju zadovoljiti zadane rubne uvjete, pretpostavljaju u obliku redova sastavljenih od umnožaka funkcija, najčešće algebarskih ili trigonometrijskih, i nepoznatih parametara koji se određuju iz uvjeta o minimumu ukupnog potencijala sustava. Koristi se za betonske konstrukcije, ako je omjer stranica pravokutne ploče veći od 2, tada ploču zamjenjujemo grednim nosačem u smjeru kraćeg raspona, pretpostavljajući kako se opterećenje prenosi u smjeru kraćeg raspona.
- Rayleigh–Taylorova nestabilnost: kod Rayleigh–Taylorove nestabilnosti, udaljenost penetracije mjehurića teškog fluida u laki fluid je funkcija od ubrzanja na vremenskoj skali: Agt2 (gdje je g gravitaciono ubrzanja, a t je vrijeme).
- Rayleighovi površinski valovi: oni su primjer istodobne pojave longitudinalnih i transverzalnih valova, a mogu se naći i u krutinama. Ovdje je također karakteristično da čestice opisuju eliptične putanje, međutim čestice na površini se gibaju u jednom smjeru dok se čestice na dubini od 1/5 valne duljine kreću u drugom, u smjeru obrunutom od smjera širenja seimičkog vala.
- Prvi znanstvenik koji je proučavao kavitaciju